# Морацизин
Морацизин (англ. Moracizine, лат. Moracizinum, іноді Моріцизин) — синтетичний антиаритмічний препарат, що є похідним фенотіазину, який може застосовуватися як перорально, так і парентерально. Морацизин розроблений у колишньому СРСР в інституті фармакології Академії Медичних Наук СРСР під торговельною маркою «Етацизин» у 70-х роках ХХ століття, та тривалий час застосовувався для лікування серйозних та небезпечних для життя шлуночкових аритмій (у тому числі для лікування аритмій, викликаних передозуванням серцевих глікозидів) як у колишньому СРСР, так і за його межами (схвалений FDA у 90-х роках ХХ століття), проте був вилучений з фармакологічного обігу в 2007 році з міркувань безпеки.

## Фармакологічні властивості
Морацизин — синтетичний антиаритмічний препарат, який не віднесений до якогось конкретного підкласу антиаритмічних препаратів І класу, оскільки він має властивості, притаманні препаратам як Іа, так і Ів і Іс підкласів. Механізм дії препарату полягає у інгібуванні швидких натрієвих каналів (але у меншому ступені, ніж інші препарати Іс підкласу — флекаїнід і пропафенон). Морацизин має місцевоанестезуючу та мембраностабілізуючу активність; препарат також зменшує збудливість, швидкість проведення і автоматизм у зв'язку із сповільненням проведення імпульсів по провідній системі серця. Морацизин також вкорочує потенціал дії кардіоміоцитів (подібно до препаратів підкласу Ів), що призводить до вкорочення ефективного рефрактерного періоду шлуночків, проте мало впливає на рефрактерний період передсердь, атріовентрикулярного вузла, а також лише незначно впливає на деполяризацію шлуночків. Морацизин не впливає на провідність у синоатріальному вузлі та на внутрішньопередсердну провідність, і тільки незначно впливає на тривалість синусового циклу та на час відновлення його активності. Хоча морацизин знижує силу і швидкість скорочень міокарду (негативний інотропний ефект), при його застосуванні рідко спостерігалося прогресування серцевої недостатності. Морацизин також має здатність зменшувати агрегацію тромбоцитів. Морацизин тривалий час застосовувався для лікування як передсердних, так і шлуночкових аритмій, а також порушень ритму при наявності додаткових шляхів проведення імпульсу. При шлуночкових аритміях його ефективність була дещо вищою, ніж у препаратів підкласу Ів (лідокаїну, мексилетину), але нижчою, ніж препаратів класу Іс (пропафенону, етацизину, флекаїніду). При клінічних дослідженнях морацизину, проведених на території США, спостерігалось збільшення смертності від неуточнених причин від 5,4 до 7,2 % при застосуванні препарату. Хоча й не було доведено безпосереднього зв'язку смертності безпосередньо із застосуванням препарату, від застосування морацизину як антиаритмічного препарату відмовились більшість країн світу.

### Фармакокінетика
Морацизин добре та повністю всмоктується у шлунково-кишковому тракті, але біоступність при пероральному прийомі становить лише 38 %), що пов'язано із ефектом першого проходження через печінку. При парентеральному застосуванні біодоступність становить 100 %. Препарат майже повністю(на 95 %) зв'язується з білками плазми крові. Максимальна концентрація препарату в крові досягається протягом 0,5—2 годин після перорального застосування. Метаболізується препарат у печінці з утворенням 26 метаболітів, серед яких є як активні, так і неактивні. Морацизин індукує власний метаболізм у печінці, а також частково включається у ентерогепатичну циркуляцію. Виводиться препарат у вигляді метаболітів із переважно із жовчю, частково виводиться із сечею. Період напіввиведення етацизину становить 1,5—3,5 години (може варіювати від 3 до 12 годин, а тривалість напіввиведення деяких метаболітів може бути ще вищою), цей час може збільшуватися при печінковій та нирковій недостатності.

## Показання до застосування
Морацизин застосовувався при шлуночковій та надшлуночковій екстрасистолії, шлуночковій та надшлуночковій тахікардії, пароксизмах миготливої аритмії та при інтоксикації серцевими глікозидами.

## Побічна дія
При застосуванні морацизину спостерігались наступні побічні ефекти:
- Алергічні реакції — шкірні алергічні реакції, гарячка.
- З боку травної системи — нудота, болі в животі, блювання, гепатит, діарея, сухість у роті.
- З боку нервової системи — головний біль, головокружіння, сонливість, атаксія, тремор, ністагм, галюцинації, неспокій, загальна слабість.
- З боку серцево-судинної системи — AV-блокада, брадикардія, порушення внутрішньошлуночкової провідності, миготлива аритмія, біль у грудній клітці, артеріальна гіпотензія або гіпертензія (частіше при внутрішньовенному застосуванні), а також проаритмогенна дія.
- Після внутрішньовенного застосування морацизину може спостерігатися болючість у місці введення препарату.

## Протипокази
Морацизин протипоказаний при підвищеній чутливості до препарату, синоатріальній блокаді II ступеня, AV-блокаді II—III ступеня (без наявності кардіостимулятора), блокаді правої ніжки пучка Гіса, що поєднується із блокадою одної з гілок лівої ніжки, внутрішньошлуночковій блокаді, хронічній серцевій недостатності II—III ступеня, важкій артеріальній гіпотензії, кардіогенному шоці, важкій нирковій або печінковій недостатності, при вагітності та годуванні грудьми, а також у дитячому віці.

## Форми випуску
Морацизин випускався у вигляді таблеток по 0,1; 0,25 та 0,3 г; та ампул по 2 мл 0,5 % розчину для парентерального застосування. На 1 червня 2016 року в Україні не зареєстрований.